# (7296) Lamarck
(7296) Lamarck (1992 PW1) – planetoida z pasa głównego asteroid okrążająca Słońce w ciągu 3,51 lat w średniej odległości 2,31 j.a. Odkryta 8 sierpnia 1992 roku.